# Войниці
Войни́ці (болг. Войници) — село в Монтанській області Болгарії. Входить до складу общини Монтана.

## Населення
За даними перепису населення 2011 року у селі проживала 71 особа.
Національний склад населення села:
| Національність   | Кількість осіб | Відсоток |
| ---------------- | -------------- | -------- |
| болгари          | 57             | 80,3%    |
| цигани           | 14             | 19,7%    |
| турки            | 0              | 0%       |
| інша             | 0              | 0%       |
| не визначились   | 0              | 0%       |
| Всього відповіли | 71             |          |

Розподіл населення за віком у 2011 році:
Динаміка населення: